# Papa Kouli Diop
Papa Kouli Diop (Kaolack, 19 marzo 1986) è un ex calciatore senegalese, di ruolo centrocampista.

## Carriera

### Club
Nato a Kaolack, Diop si trasferisce in tenera età in Francia. Inizia la carriera nel settore giovanile del Rennais. Ha debuttato con la prima squadra il 5 agosto 2006, nella sconfitta 1-2 in casa contro il LOSC Lille.
Nell'estate del 2006 entra a far parte Tours FC, militante in Ligue 2.
Il 31 gennaio 2008, ha firmato con Gimnastic Tarragona, club di seconda divisione spagnola. Dopo una stagione e mezza con i catalani si trasferisce nella Prima Divisione di Racing de Santander, per circa 1,5 milioni di €. Ha debuttato in prima divisione il 12 settembre del 2009 contro l'Atlético Madrid nello Stadio Vicente Calderon, partita finita 1-1.
Ha segnato il suo primo gol con il Racing de Santander il 21 gennaio del 2010 nella gara di andata dei quarti di finale della Copa del Rey contro il CA Osasuna in Campos de Sport de El Sardinero. Esattamente due mesi dopo, nuovamente contro l'Osasuna, il 21 marzo 2010, ha segnato il suo primo gol in campionato, permettendo al Racing di vincere 3-1.
Nonostante il buon rendimento in campo durante la stagione 2011-2012, il Racing retrocede.
Su 19 luglio del 2012 è stato ufficializzato il suo passaggio al Levante UD per 100000 €.
Il 4 maggio 2014, Diop è stato vittima di cori razzisti di alcuni tifosi dell'Atletico Madrid, per risponderli ha ballato dinanzi a loro per la vittoria di 2-0.
Il 5 giugno dell'anno successivo, al termine del contratto, ha lasciato i Granotes.
Il 31 agosto 2015 Diop ha firmato un contratto triennale con l'Espanyol.

### Nazionale
Ha giocato alla Nazionale del Senegal under 17 e under 18. Il debutto in nazionale avviene 7 novembre del 2010 nella vittoria contro il Gabon.

## Statistiche

### Cronologia presenze e reti in Nazionale
| Cronologia completa delle presenze e delle reti in nazionale ― Senegal | Cronologia completa delle presenze e delle reti in nazionale ― Senegal | Cronologia completa delle presenze e delle reti in nazionale ― Senegal | Cronologia completa delle presenze e delle reti in nazionale ― Senegal | Cronologia completa delle presenze e delle reti in nazionale ― Senegal | Cronologia completa delle presenze e delle reti in nazionale ― Senegal | Cronologia completa delle presenze e delle reti in nazionale ― Senegal | Cronologia completa delle presenze e delle reti in nazionale ― Senegal |
| Data                                                                   | Città                                                                  | In casa                                                                | Risultato                                                              | Ospiti                                                                 | Competizione                                                           | Reti                                                                   | Note                                                                   |
| ---------------------------------------------------------------------- | ---------------------------------------------------------------------- | ---------------------------------------------------------------------- | ---------------------------------------------------------------------- | ---------------------------------------------------------------------- | ---------------------------------------------------------------------- | ---------------------------------------------------------------------- | ---------------------------------------------------------------------- |
| 17-11-2010                                                             | Parigi                                                                 | Senegal                                                                | 2 – 1                                                                  | Gabon                                                                  | Qual. Coppa d'Africa 2012                                              | -                                                                      | 46’                                                                    |
| 10-8-2011                                                              | Dakar                                                                  | Senegal                                                                | 0 – 2                                                                  | Marocco                                                                | Amichevole                                                             | -                                                                      | Ammonizione                                                            |
| 3-9-2011                                                               | Dakar                                                                  | Senegal                                                                | 2 – 0                                                                  | RD del Congo                                                           | Qual. Coppa d'Africa 2012                                              | -                                                                      | 60’                                                                    |
| 11-11-2011                                                             | Mantes-la-Ville                                                        | Guinea                                                                 | 1 – 4                                                                  | Senegal                                                                | Amichevole                                                             | -                                                                      | 46’                                                                    |
| 23-3-2013                                                              | Conakry                                                                | Senegal                                                                | 1 – 1                                                                  | Angola                                                                 | Qual. Mondiali 2014                                                    | -                                                                      | 67’                                                                    |
| 21-5-2014                                                              | Ouagadougou                                                            | Burkina Faso                                                           | 1 – 1                                                                  | Senegal                                                                | Amichevole                                                             | 1                                                                      | 76’                                                                    |
| 15-10-2014                                                             | Monastir                                                               | Tunisia                                                                | 1 – 0                                                                  | Senegal                                                                | Qual. Coppa d'Africa 2015                                              | -                                                                      | 77’                                                                    |
| 15-11-2014                                                             | Il Cairo                                                               | Egitto                                                                 | 0 – 1                                                                  | Senegal                                                                | Qual. Coppa d'Africa 2015                                              | -                                                                      | 73’                                                                    |
| 19-11-2014                                                             | Dakar                                                                  | Senegal                                                                | 3 – 0                                                                  | Botswana                                                               | Qual. Coppa d'Africa 2015                                              | -                                                                      | 77’                                                                    |
| 13-1-2015                                                              | Casablanca                                                             | Senegal                                                                | 5 – 2                                                                  | Guinea                                                                 | Amichevole                                                             | -                                                                      | 46’                                                                    |
| 19-1-2015                                                              | Mongomo                                                                | Ghana                                                                  | 1 – 2                                                                  | Senegal                                                                | Coppa d'Africa 2015 - 1º turno                                         | -                                                                      | 85’                                                                    |
| 23-1-2015                                                              | Mongomo                                                                | Sudafrica                                                              | 1 – 1                                                                  | Senegal                                                                | Coppa d'Africa 2015 - 1º turno                                         | -                                                                      | 90’                                                                    |
| 27-1-2015                                                              | Malabo                                                                 | Senegal                                                                | 0 – 2                                                                  | Algeria                                                                | Coppa d'Africa 2015 - 1º turno                                         | -                                                                      | 54’                                                                    |
| 28-3-2015                                                              | Le Havre                                                               | Ghana                                                                  | 1 – 2                                                                  | Senegal                                                                | Amichevole                                                             | -                                                                      | 46’                                                                    |
| 28-5-2016                                                              | Kigali                                                                 | Ruanda                                                                 | 0 – 2                                                                  | Senegal                                                                | Amichevole                                                             | -                                                                      | 68’                                                                    |
| 4-6-2016                                                               | Bujumbura                                                              | Burundi                                                                | 0 – 2                                                                  | Senegal                                                                | Qual. Coppa d'Africa 2017                                              | -                                                                      | 68’                                                                    |
| 8-10-2016                                                              | Dakar                                                                  | Senegal                                                                | 2 – 0                                                                  | Capo Verde                                                             | Qual. Mondiali 2018                                                    | -                                                                      | 83’                                                                    |
| 8-1-2017                                                               | Brazzaville                                                            | Libia                                                                  | 1 – 2                                                                  | Senegal                                                                | Amichevole                                                             | -                                                                      |                                                                        |
| 11-1-2017                                                              | Brazzaville                                                            | Rep. del Congo                                                         | 0 – 2                                                                  | Senegal                                                                | Amichevole                                                             | -                                                                      | 66’                                                                    |
| 15-1-2017                                                              | Franceville                                                            | Tunisia                                                                | 0 – 2                                                                  | Senegal                                                                | Coppa d'Africa 2017 - 1º turno                                         | -                                                                      | 88’                                                                    |
| 23-1-2017                                                              | Franceville                                                            | Senegal                                                                | 2 – 2                                                                  | Algeria                                                                | Coppa d'Africa 2017 - 1º turno                                         | 1                                                                      |                                                                        |
| Totale                                                                 |                                                                        | Presenze                                                               | 21                                                                     |                                                                        | Reti                                                                   | 2                                                                      |                                                                        |